# 隆贝尔
隆贝尔（法語：Lombers）是法国南部-比利牛斯大区 塔恩省的一个市镇，属于阿尔比区 雷阿尔蒙县。该市镇2009年时的人口 为1,141人。

## 人口
隆贝尔人口变化图示
| 数据来源：INSEE |